# ساموئل اسلیتر
ساموئل اسلیتر (انگلیسی: Samuel Slater; زاده ۹ ژوئن ۱۷۶۸ - درگذشته ۲۱ آوریل ۱۸۳۵) کارآفرین و صنعت‌گر اهل ایالات متحده آمریکا بود، که به‌عنوان پدر انقلاب صنعتی در آمریکا شناخته می‌شود.